# ГЕС Катакадо
ГЕС Катакадо (片門発電所) – гідроелектростанція в Японії на острові Хонсю. Знаходячись після ГЕС Янаізу, становить нижній ступінь каскаду на річці Тадамі, лівій притоці Агано, яка впадає до  Японського моря у місті Ніїгата.
В межах проекту річку перекрили бетонною гравітаційною греблею висотою 29 метрів та довжиною 220 метрів, яка потребувала 34 тис м3 матеріалу. Вона утримує водосховище з площею поверхні 1,66 км2 та об’ємом 16,2 млн м3 (корисний об’єм 4,5 млн м3).
Пригреблевий машинний зал обладнали трьома турбінами типу Каплан загальною потужністю 67,5 МВт (номінальна потужність станції рахується як 57 МВт), які використовують напір у 19,3 метра.